# 巴丹死亡行军
巴丹死亡行軍（英語：Bataan Death March）是第二次世界大戰太平洋戰爭期間日軍對巴丹半島投降的76,000至78,000名美國與菲律賓戰俘實施強迫行軍、虐待、屠殺的暴行，後被判為戰爭罪行。
1942年初，日軍第14軍司令官本間雅晴中將希望盡快佔領美軍在菲律賓最後的據點——科雷吉多岛，因此下令將所有戰俘從巴丹轉移至後續行動的據點。高達76,000至78,000名美國與菲律賓戰俘在已連續數個月的戰鬥後疲憊不堪、營養不良和滿身傷病的情況下，被日軍強迫徒步趕往100多公里外的聖費南多，再從當地以鐵路運送至卡帕斯，最後進到「歐唐納」營地關押。戰俘在熱帶高溫的天氣下行軍，一路上被給予的糧食和水極少，大多數傷員和病患皆未獲得妥善照護，許多戰俘還受到日軍士兵的虐待，而無法行軍的戰俘則遭其以射殺或被刺刀刺死。在「死亡行軍」估計約500至1,000名美軍和高達10,000名菲軍死亡，另有數千人在抵達戰俘營後不久死亡。
「巴丹死亡行軍」是日軍於太平洋戰爭犯下最著名的暴行之一。

## 背景

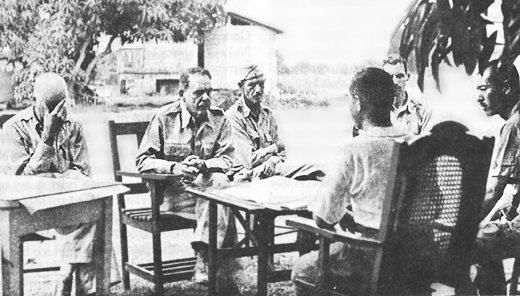
巴丹守軍指揮官小愛德華·波斯特爾·金將軍與日軍進行投降談判

1941年12月，太平洋戰爭爆發後，美國自治領菲律賓成了日本首批進攻的主要目標之一。1941年12月8日下午——珍珠港空襲後9小時，日本飛機轟炸美軍在菲律賓群島的主要空軍基地——克拉克機場。12月22日，日軍於呂宋島西部的林加延灣登陸。兩天後，日軍又於該島東南部的拉蒙灣發起第二波登陸。戰前美軍原制定《橘色三號戰爭計畫》，日軍一旦入侵呂宋島，美菲聯軍將集中到多山的巴丹半島實施持久戰，並以此切斷具戰略意義、通往首府馬尼拉的交通線。然而1941年7月，美菲陸軍司令道格拉斯·麥克阿瑟改變了原訂計畫，決定在灘頭阻止日軍登陸。日軍遠較美菲聯軍更佔優勢，麥克阿瑟試圖保衛整座島嶼的戰略註定失敗，戰局急轉直下，日軍迅速深入呂宋島，麥克阿瑟被迫恢復原計畫，將大部分部隊撤到巴丹半島，而他自己的指揮所則轉移到馬尼拉灣入口的要塞島嶼——科雷吉多岛。
1942年1月2日，日本人佔領了宣佈為不設防城市的馬尼拉。五天後，日軍開始向巴丹半島推進，而面積不到1,400平方公里的半島擠上大約8萬名的美菲聯軍，同時湧入的還有高達6,000名菲軍文職人員和20,000名戰爭難民。由於麥克阿瑟先前的決定，半島上沒有儲存足夠的糧食，軍民很快便陷入挨餓、營養不良也助長了疫病的傳播，尤其是痢疾和瘧疾。日軍對巴丹發動的首次進攻僅佔領少許土地，付出的代價卻頗為巨大。2月8日，日軍第14軍司令官本間雅晴被迫停止進攻。在等待援軍到來前，本間改以對半島實施包圍。在日軍有著強大海空優勢的條件下，美菲巴丹守軍的命運基本已確定。1942年3月11日。麥克阿瑟根據羅斯福總統撤退到澳大利亞，而喬納森·溫萊特將軍接替其菲律賓盟軍總司令職務，愛德華·波斯特爾·金將軍則負責指揮巴丹半島上的守軍。

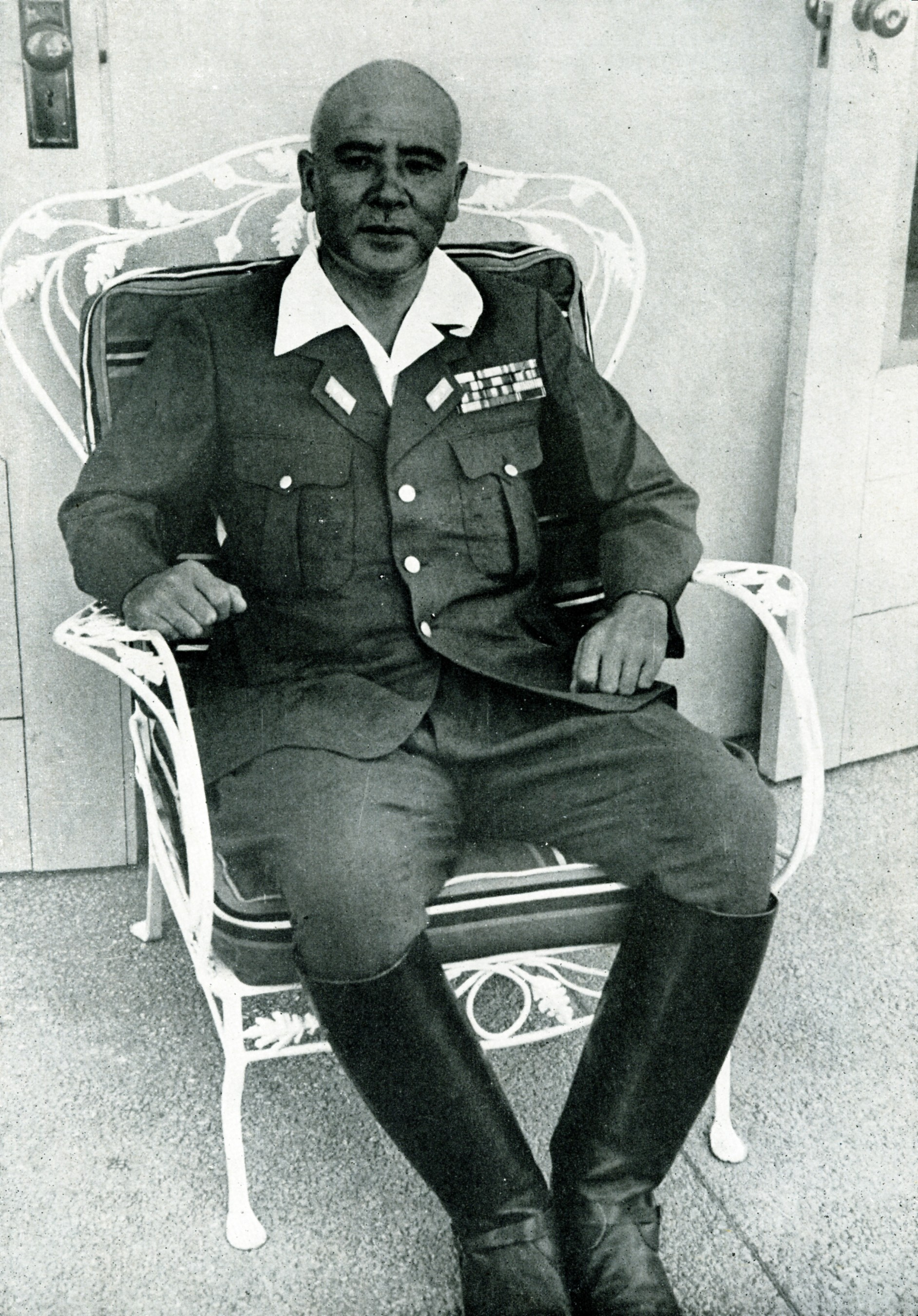
日軍第14軍司令官本間雅晴中將

至3月底，日軍加強了空襲與炮擊，還朝半島上大量空投本間署名的勸降傳單，敦促守軍在3月22日前投降，也承諾將嚴格按照《戰爭法》對待戰俘，但若美方拒絕，本間將保留採取「一切必要措施」的權利。4月3日，在集結足夠的火炮後、得到加強與休整完畢的日軍對巴丹守軍發起了最後的進攻，美菲聯軍的防線很快被突破。4月8日，金認為繼續戰鬥已無意義，決定投降，他命令屬下銷毀武器與軍事裝備以防落入日軍之手，只有汽車、卡車和公車留下，金希望能用這些車輛運輸傷員到日軍戰俘營。4月9日上午9點，金帶著兩名副官艾里齊·提斯達爾（Achille Tisdell）少校與韋德·卡斯蘭（Wade Cothran）少校前去參加投降談判，由第14軍高級參謀中山源夫大佐接見。日方要求菲律賓全境美軍投降，但金表示自己僅被授權巴丹守軍的投降事宜。中山見此便對進一步的談判失去興趣，表示日軍僅接受無條件投降。金向日方提問可否與幕僚安排以美軍的車輛運送傷員至戰俘營，但後者不願討論此議題，而當金再問戰俘是否能得到妥善待遇時，中山僅表示日本人「不是野蠻人」。巴丹共有約76,000至78,000名士兵投降，詳細數據不同的資料來源各異，估計約有9,000至15,000名美軍和60,000至70,000名菲律賓士兵，這是美軍歷史上最大規模的一次投降。
時至1942年春季，本間因已超過大本營預定攻下菲律賓的50天期限而深受壓力，他也是進攻東南亞的「南方軍」中唯一沒能在第一階段作戰完成目標的司令官。本間也意識到，菲律賓戰事並不會隨著巴丹守軍的投降而結束，美軍仍重兵據守於科雷吉多島。本間預定將巴丹充作進攻科雷吉多島的跳板，而出於減輕當地日軍的後勤負擔、保密以及不願使戰俘和日軍警備人員受到美軍火炮攻擊等理由，本間在3月命令手下參謀盡快淨空半島上的大量美菲戰俘。
疏散計畫由運輸官河根良賢少將負責，該人將作業分成兩階段，第一階段由高津利光大佐執行，負責將所有戰俘集中到巴丹半島中部的巴朗牙，即使從半島最南的馬里韋萊斯算起也僅需走31（19英里），按日軍標準，一名全副武裝的步兵每日能行軍40（25英里），因此一天內應就能完成集結，既不需要運輸工具，戰俘也能食用自己的口糧，便無需準備當天發放食物。河根本人將親自監督從巴朗牙到戰俘營的第二階段，由於巴丹半島上沒有鐵路、機動車輛不足，因此決定讓俘虜分成數組、沿著半島的主要公路「舊國道」（Old National Road）徒步向北行進106（66英里），抵達邦板牙省的鐵路中心聖費爾南多，再以鐵路運送至40（25英里）遠的卡帕斯。下車後，再徒步走11至14（8.7英里）到原為美軍基地、現已被日軍改造為戰俘營的「歐唐納」營地。河根估計整個作業時間僅需幾天，戰俘將會吃和日軍一樣的口糧，巴朗牙和聖費爾南多會設置野戰醫院、沿路每隔幾英里就會設有醫療單位、急救站和休息站，由於預計很快便將完成作業，日軍還決定在抵達巴朗牙前不設立補給點。情況允許的話也將以車輛轉移病患與無法自行者。本間隨後批准了河根的整個運輸計畫。
然而日軍的疏散作業因情報誤判而崩潰，巴丹守軍投降之快出乎日軍預料，導致日軍遲至4月20日才匆匆完成計畫的日程表；守軍人數也不是原本預估的25,000至50,000人，僅戰俘總數就幾乎與整支第14軍總兵力相當，這使得日軍能撥給戰俘的食物、藥品、繃帶等物資極為緊繃，而原訂設置的各野戰醫院收容量也僅1000名病員。最後，日軍未考慮到有相當數量的戰俘至今已在長時間的戰鬥後罹患各種疾病、營養不良和疲憊不堪等惡劣的生理狀況。然而本間將心力都放在對科雷吉多島登陸的準備工作上，對疏散作業未多做過問，高津與河根兩人也未協調過行動。

## 「死亡行軍」

### 初期被俘的待遇

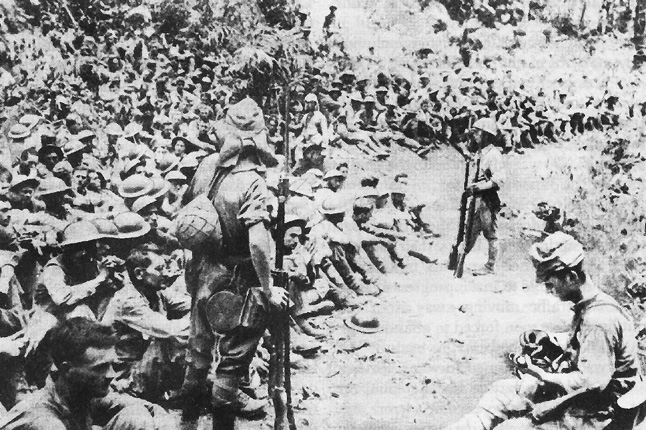
巴丹半島投降後不久所拍攝的美菲戰俘照

時至4月9日下午，大多美菲戰俘已集結至半島南端距「舊國道」不到21（13英里）處，在半岛西部作戰的第1軍一直到4月10日與11日才投降。这些士兵首先被聚集在馬里韋萊斯，之後將出發前往巴朗牙。十天後，又一批美菲部隊自叢林深處與山上的防禦陣地投降。日軍將巴朗牙至馬里韋萊斯之間的戰俘編列為數支隊伍、押送至北方。
美菲士兵僅在被俘一小時後便受到各種殘酷的對待，日本士兵以任何藉口、有時甚至是沒來由地毆打、踢踹、掌摑或推撞他們，並洗劫了後者的財物，拿走了金錢和寶貴的個人物品，甚至還有美國人被日軍砍斷手指以奪取其婚戒或西點軍校畢業紀念戒指。日軍也因為自身物資缺乏，掠奪戰俘僅有的口糧、水壺，甚至是防曬的鞋帽。被俘的盟軍醫護人員的藥品、繃帶和醫療設備也被日軍搶奪，此舉影響了許多俘虜往後的命運。
不久也陸續出現數起殺俘事件：一名空軍上尉戰俘因為被日軍發現身上有日圓就遭後者斬首；另一位不肯交出錢財的警官被日軍開槍打死；還有一位上尉僅是摔倒就被槍斃，另外一名試圖上前幫助的中尉也遭日軍以刺刀刺傷；還有一名二等兵因臉部被日軍毆打而叫喊，被後者以槍托打死。
原巴丹守軍指揮官金獲日軍許可得以乘車前往戰俘營，然而另一名乘坐車輛的將軍則兩度被日軍拖下車毆打、最後只能步行走完剩下的路程，其他高級軍官則從頭到尾徒步前往「歐唐納」營地。

### 前往聖費爾南多
4月10日，日軍開始驅趕戰俘前往聖費爾南多，後者被分作100至300人（有時候更多）的縱隊行軍，當天將近一半的俘虜自馬里韋萊斯出發，傷病者也被迫行軍。目擊者回憶當時所見：重傷的菲軍士兵僅能靠拐杖或倚著路旁的樹木勉強前行。只有寥寥數千名的戰俘能在行軍過程中乘坐卡車。以從巴丹半島最南端出發的戰俘來說，行軍路線將先朝東走14公里抵達卡布卡本，隨後改走「舊國道」北上，沿著靠半島東側沿海，一路經過拉毛、利梅、奧里昂、皮拉爾、巴朗牙、阿布凱、薩馬爾、奥拉尼和赫莫薩等城鎮。到了赫莫薩後，將隨「舊國道」西移至拉亞克的交會處，再朝東北方向行進18公里、穿越一片炙熱的沙地平原，到達盧巴奧，然後繼續沿著同樣方向便抵達聖費爾南多；總計自馬里韋萊斯至聖費爾南多路程為106公里。
巴丹半島上的「舊國道」超過一半以上是農村的土路，僅用石頭、碎珊瑚和為輕型交通工具使用的細沙鋪成，而這4個月以來的接連戰事中，軍隊的重型車輛早已將其摧殘殆盡、留下滿面窟窿，戰俘走在路上容易被絆倒、軍靴還會被碎石片劃破損壞。第一天的行軍前幾公里走在平地上，但不久道路變成一系列陡峭、地勢高聳、連結至懸崖一側的彎道，其總長度不到1.6公里，但道路曲折難行，戰俘們將這段路程稱作「Z字路」。行軍至第四或第五天時，日軍放棄原先的計畫，變成即時應變、漫無目的似地帶隊，許多押送的日軍感到困惑，俘虜隊伍一下被帶去南方，隨後又轉調至北方，還有人多次將隊伍打散重編。日軍對行軍的安排雜亂無章，部份戰俘每天都能配給糧食和水，其他則要脫離巴朗牙後才有如此待遇。日軍原計畫在巴朗牙建立的野戰醫院到頭來也沒有落成，隊伍只能仰賴同為俘虜的軍醫處理傷員，但他們手上幾乎沒有任何藥物和醫療器材。
四月是菲律賓最熱也最乾燥的月份，美菲戰俘歷經了99天的激烈戰鬥，嚴重營養不良、疲憊不堪，而在日軍驅趕下被迫於超過30度的高溫下行軍。戰俘能得到的水和糧食極少，有些人三天才收到一次，使他們身體狀況更加惡化，人員開始陸續出現中暑和脫水症狀。然而日軍押送隊收到的命令要求隊伍每天都要走指定路線，只有高級軍官下令或必須讓路給南下的日軍部隊時才能停止行軍。儘管沿路有不少水井，但日軍嚴禁俘虜脫離隊伍去打水，違令者將被處死，也有戰俘只是衣服上有水痕或停下小便即遭殺害。日軍能給予最好的待遇也不過是允許俘虜在路邊水溝或小水潭取水，而這些地方通常充斥人或動物的屍體。

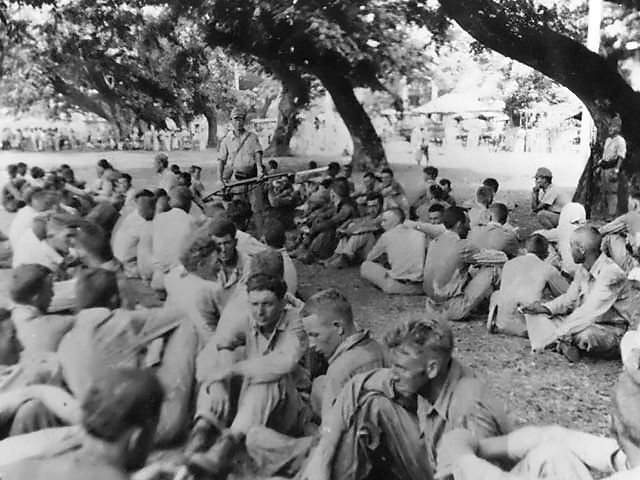
「死亡行軍」期間隊伍中途休息

日軍押送隊對待俘虜極為粗暴，甚至連年長的軍官也不能倖免。俘虜經常沿路被痛殴、踢踹、羞辱，也有戰俘的家人照片被日軍搶走，然後在前者眼前嘲諷、丟到地上用鞋釘踩爛。即使不是押送隊、而是駐紮於「舊國道」沿線或南下的日軍部隊對俘虜同樣殘忍，他們投擲石頭、碎石片或對俘虜們潑泥巴，還用棍棒、竹籤、槍托，甚至是繳獲的高爾夫球桿毆打。亦有證人指出，那些身材較為魁梧或衣著整齊的俘虜往往被日軍盯上。日軍還專門搜尋「菲律賓偵查軍」的士兵，這是美菲聯軍的一支精銳部隊，在呂宋島的戰鬥中曾給日軍造成重大損失。日軍為尋仇頻繁檢查俘虜的食指有沒有因為經常扣動扳機而生的繭，一經發現便加以痛毆，而這些受害者手上的繭通常只是因為從事體力活而產生。日軍也有些軍官和士兵能以適當的態度對待俘虜，但他們的行為完全被同僚的暴行所掩蓋。
行軍過沒多久，俘虜因飢餓、口渴和炎熱等因素而體力衰竭、還有人因患病而倒下，陸續有人脫隊，而從第三天起此一現象逐漸蔓延開來。日軍在隊伍後方配有戒護隊，一旦有人無法繼續前進即用槍或刺刀處死。死者和受害者被埋進萬人坑中，押送隊還會強逼戰俘活埋仍有生命跡象的戰友，甚至要他們用鐵鍬將其打死，日軍還刻意用戰車或卡車輾過倒下或死亡的俘虜。有時隊伍也不得不停下給南下的日軍讓路，這時通常要在頂著烈日、沒有水或防曬設施的露天環境待上好幾個小時，俘虜們只得自嘲此為「日光浴」。另一方面，俘虜在巴朗牙與奧拉尼停留期間被日軍趕進倉庫、穀倉、工廠、學校操場或用鐵絲網圍起的小片空間，環境擁擠不堪、又悶又熱，有時俘虜還會被擠到連坐下或躺著的空間都沒有。更糟糕的是有不少俘虜患有痢疾，關押場所卻缺乏足夠的衛生設施，現場還經常有前幾支隊伍留下的俘虜屍體，且因為高溫環境而迅速腐爛。行軍的慘況使俘虜的紀律迅速瓦解，原有的向心力逐漸消逝，軍官也選擇隱蔽自己的身份，集體摘除衣服上的識別章，以免被日軍毆打。
行軍一事很快便傳遍了巴丹，許多菲律賓平民沿著「舊國道」排成長列、尋找他們的親屬，並試著送食物與水給俘虜。有時菲律賓的孩童還會混入隊伍，把飯糰、水果或餅乾塞進俘虜手中。日軍押送隊的反應相當激進，平民被他們以棍棒毆打或被槍托驅趕，甚至有因此遭到殺害的情況，如日軍因為「向俘虜提供食物」而在巴朗牙砍死三名菲律賓人、於利梅將一對農民夫妻活活燒死。

### 潘廷岸河大屠殺

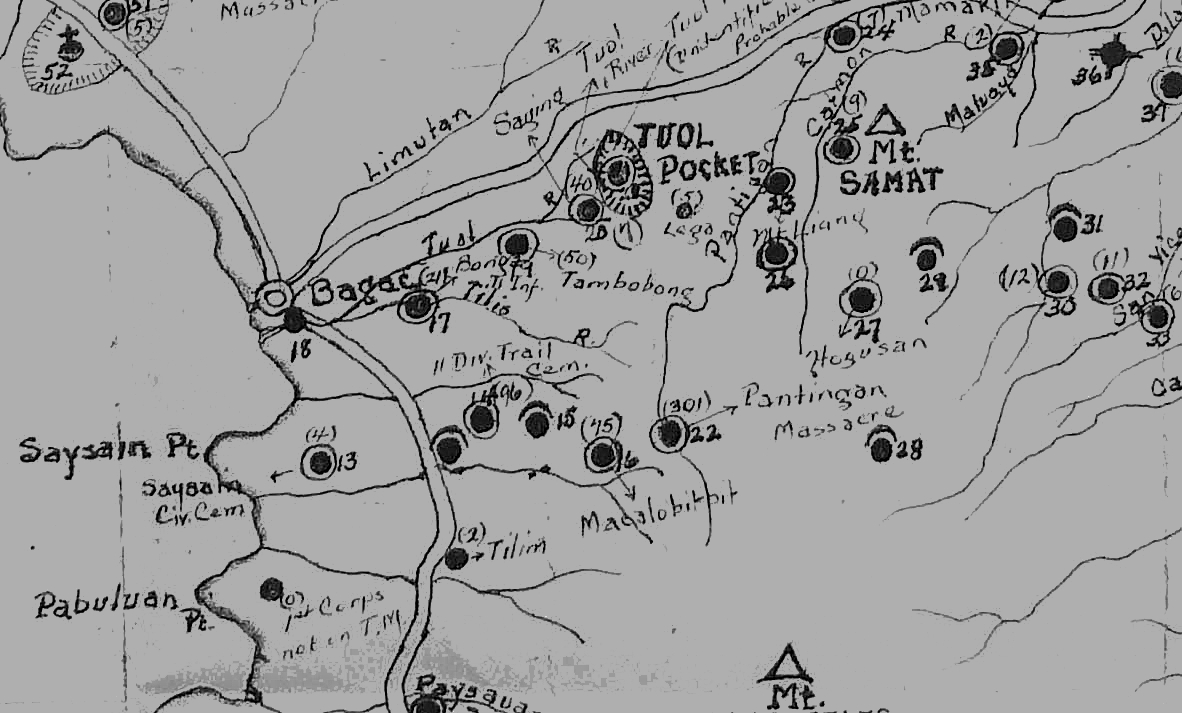
潘廷岸河大屠殺受害者的埋葬地示意圖

4月11日，菲律賓第91步兵師殘部於半島西部的巴加克地區投降，日軍命令約1,500名戰俘沿著8號森林公路前往巴朗牙。第二天早上，這些戰俘於潘廷岸河被日軍歩兵第65旅團攔截，後者是巴丹戰役中遭受最重損失的日軍部隊之一。日軍強迫戰俘勞動，重建被破壞的橋樑，之後將他們趕到薩馬特山距河岸約2.5公里、8號公路與另一條森林公路交界的一座樹林下。時至中午，一位日軍將領出現，將屬下軍官召集談話，隨後戰俘被日軍分為兩組，其中一支約1,100人的隊伍被帶往巴朗牙，軍官與士官雙手被反綁在背後、排成一列縱隊，最終他們來到一座峽谷邊，現場的一名擔當翻譯的日本平民向俘虜轉述日軍的「決定」：
親愛的朋友們，我們感到抱歉。若早點投降，我們也不會殺了你們，然而我們損失慘重，所以還請諒解。若死前有什麼遺願，還請告訴我們。
日軍隨後進行約兩小時的屠殺行動，受害者被排成一列，隊伍首尾兩側，一端是軍官與士官使用軍刀斬首，另一端則由士兵用刺刀刺殺，總計約有300至400戰俘被日軍殺害，而整場屠殺中僅佩德羅·L·菲利克斯（Pedro L. Felix）與其他三名戰俘倖存。菲利克斯之後活到了戰後，並在戰後審判本間的軍事法庭上以證人身份出席。
當時在廷岸河下令屠殺的將軍為歩兵第65旅團團長奈良晃少將，但其命令的主要煽動者為辻政信中佐，此人同樣也在新加坡殺害華人的「肅清大屠殺」中負有主要責任。此人於4月時抵達第14軍司令部，主張這是一場「種族戰爭」，所有在菲律賓捕獲的戰俘都應被處死，美國人是「白種殖民主義者」、菲律賓人則是「亞洲民族的背叛者」，並還指此為總參謀長杉山元將軍的指令，而本間不同意殺害戰俘，許多前線軍官也抵制辻的主張。儘管如此，在本間不知情的情況下，辻還說服了好幾位參謀部的軍官，也設法讓約400名戰俘死於廷岸河。根據歷史學家吉姆·纳尔逊（Jim Nelson）的推測，「潘廷岸河大屠殺」的主要行兇者為第65步兵旅團第122步兵團的官兵，而让-路易斯·马戈林（Jean-Luis Margolin）則認為是來自臺灣的「高砂義勇隊」。

### 鐵路運送至卡帕斯
4月13日，第一批戰俘到達聖費爾南多，之後兩星期陸續有其他隊伍跟進。在當地，戰俘第一次得以享用熱食，菲律賓紅十字會也獲准照顧少數患病和疲憊不堪的戰俘，許多俘虜認為最慘的時期已經過去。然而實際上當地的日軍後勤單位同樣沒有為接受大批戰俘做好準備，因此再度發生了巴朗牙和奧拉尼的慘況，大量俘虜被趕進鬥雞用的賽場、街道上以鐵絲網圍起的空地、家禽屠宰場、舞廳等建築，俘虜也食物配給一片混亂，部份隊伍每天都能吃到幾頓餐，有的則沒有任何食物。還有日軍不分發水和糧食，而直接放到收容戰俘的建築物門口前，結果僅最強壯和最靠近門口的戰俘能將其佔為己有。到了晚上，日軍還組織起「娛樂活動」，如使用刺刀攻擊傷病的俘虜，而後者若試圖自衛則將當場被殺害。
鐵路運輸方面，日軍的措施同樣混亂，戰俘隊伍有的抵達聖費爾南多當天即運送至卡帕斯，有的則要等待班車兩天以上。日軍的運送戰俘的火車是木製、車身低矮、窄軌規格的小型火車車廂，高大的美軍戰俘幾乎無法站著上車，每輛車廂約裝載50人，而稍大的車廂則容納了多達100名，而正常容量則為40人或8匹馬。在高溫環境下，車廂室內溫度隨即上升，甚至到碰了牆壁可能被燙傷的程度，許多戰俘還患有痢疾，車廂地板因此很快便被污染。整趟運輸過程中，俘虜先要在車站等上一個小時以上，接著又在車上忍受三到五小時的惡劣環境才抵達40公里外的卡帕斯。
由於車上極度擁擠，大部分的俘虜都被迫旅程都站著，若有俘虜死去也被擠成直立的姿勢。由於車內極度悶燥、俘虜們搶著靠近車廂的窗口呼吸新鮮空氣，而有些日軍會在停車時同意打開車門讓空氣流通，也允許戰俘向菲律賓民眾購買水和食物。有時菲律賓籍的火車司機也會刻意放慢車速，好讓聚集在鐵路沿線的民眾給車廂內的戰俘投送水或食物，原先鄙視菲律賓人的美國人也開始感激他們的勇氣和人道精神。然而有時日軍會在整趟運輸過程中緊閉車門，或使用警棍毆打靠近車窗口的俘虜。整趟旅程中有數百名俘虜因為疲勞和缺氧而暈倒，還有許多人就此死去，而即使到達目的地，俘虜還要走上數英里才能抵達最終收容地「歐唐納」營，不過這段路的地形較之前好走得多，且日軍也比先前更願意讓菲律賓民眾為俘虜提供水和食物。
日軍原計畫整場巴丹半島運送俘虜行動最多就幾天，但實際上花了近三週時間，最後一批戰俘直至5月底才抵達「歐唐納」營。

## 受害人數與原因分析

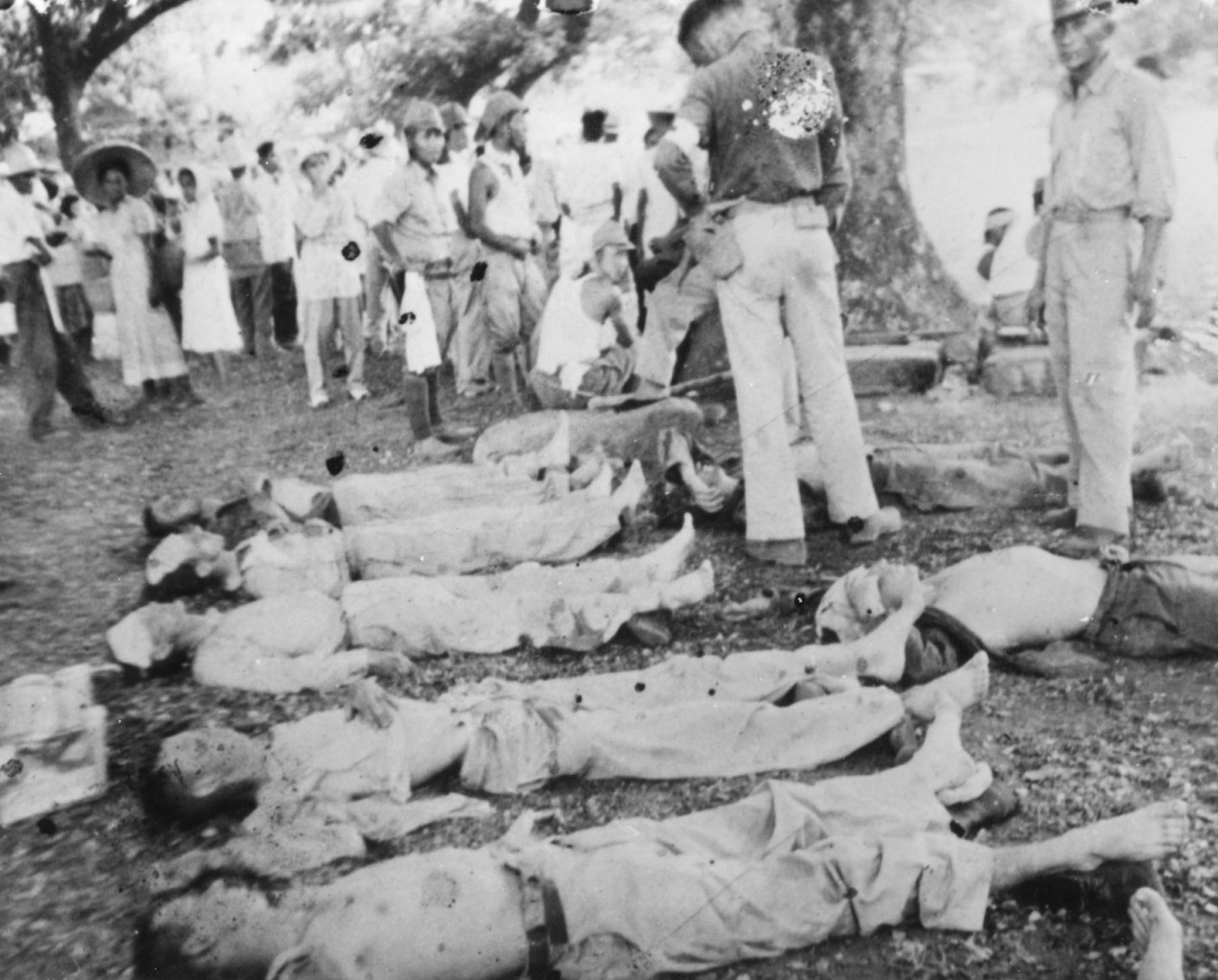
「死亡行軍」罹難者屍體

「巴丹死亡行軍」是日軍於太平洋戰爭犯下最著名的暴行之一，尤其在美國大眾留下了深刻的記憶，至今仍為極為敏感的話題。
「巴丹死亡行軍」的參與者和受害者人數難以估計。大約有8萬名（12,000名美軍和68,000名菲軍）士兵於1942年1月在巴丹半島被切斷通訊，而在將近4個月的圍城戰、尤其是戰鬥最後階段裡究竟有多少人死亡則難以確認。一般認為截至4月初日軍發動最後的進攻時，巴丹方仍有78,000名守軍，有些資料則將此數據列為俘虜的總人數。麥可·諾曼（Michael Norman）與伊麗莎白·諾曼（Elizabeth Normans）指出在投降前不久有約2000人，包括300名美國人和一批醫護人員撤退到科雷吉多島，因此至4月9日投降時應僅剩76,000人。日方的資料記錄共63,000名戰俘到達「歐唐納」營，美方的資料來源則為54,000至56,000名，包括9,270名美軍和45,000至47,000名菲軍。然而投降至戰俘收監減少的人數並不意指所有人都死在路上，有相當數量的菲軍士兵（可能多達數千人）設法脫下了制服、混進平民中。此外還有幾百名菲軍和幾十名美軍士兵躲到山裡，而後變成抗日游擊隊。
關於遇害人員的統計，麥可·諾曼與伊麗莎白·諾曼認為有500名美軍和2,500名菲軍死亡；让-路易斯·马戈林估計受害者至少有600名美軍和5,000名菲軍；加万·道斯估計約500至1,000名美軍與高達10,000名菲軍；汤姆·兰斯福德估计有650名美軍和5,000至10,000名菲軍；爱德华·拉塞尔估计有8,000名美軍和菲軍，而關於行軍期間遭到殺害的平民則人數不詳。
造成「死亡行軍」大量人員損失的原因很多，包括：日軍誤判了巴丹守軍的投降時間、人數和其惡劣的生理狀況、日軍缺乏藥品和糧食、後勤單位無法負擔如此大量俘虜、巴丹半島道路狀況惡劣等。然而上述皆無法解釋日軍虐待、屠殺俘虜的原因，特別是阻止後者在路邊取水或接受菲律賓民眾的幫助等方面。日本皇軍是一支紀律嚴明的部隊，因此很難將這些行為視為個別士兵的「恣意妄為」，事實上在日本軍隊裡，對敵國俘虜實施殘酷行為是司空見慣且普遍能被接受的行為。在第一批戰俘被關入戰俘營後，日軍透過馬尼拉的《論壇報》對外發表有關「死亡行軍」的報導，並宣稱日軍已給予戰俘「人道待遇」以及將俘虜死去的原因推諉給美軍長時間抵抗：
四月九日在巴丹前線投降的戰俘，他們一路從那走到聖費爾南多、邦板牙，從之前所遭受到的對待到永久性集中營，要寫下我所觀察到的這一路的悲慘景況是相當難以下筆的；因此，我們避免對於整個經過作過多細節描述。因此大眾才不會對那些謎樣的言論產生誤解。不過，我們要為皇軍說些公道話，他們的志業就是明確進行戰爭，直到最終勝利為止；而且對於這五萬名曾經的死敵，還特地以超乎最為明理的人所能預期的程度去餵飽與救助他們。
儘管日本人正給予這些戰俘人道待遇，假使後者因為過於虛弱而走到生命的終點——因為在他們之中有許多官兵早就因為缺乏糧食和疾病侵襲而脆弱不堪——我們只能責怪這是美軍最高指揮部不肯投降的過失。
本間在戰爭期間曾抵制辻屠殺俘虜的主張，而在戰後前者也堅定表示沒有收到任何在運送俘虜時的犯罪行為報告，也未親眼看見「不正常的情況」發生。然而這種說法的可信度存疑，因為巴丹守軍投降時，本間的司令部就在巴朗牙，加上後來轉移過去的拉毛，這兩處駐地皆位於「死亡行軍」的路線上，且本間擔任駐菲日軍總司令期間沒有任何官兵因虐待俘虜而受到懲罰。道斯還另外指出，日軍早在被巴丹守軍包圍時投下的勸降書時就曾宣傳過缺乏糧食的慘況，因此本間理應能預料戰俘的生理狀態應極度惡劣。本間的支持者則主張該人曾於多個場合表達過對俘虜的關心，如本間的一名前部屬作證將軍曾命令他們「以友好的精神對待、而不要虐待俘虜們」，因此頂多只能指責其未能有效控制部屬，而日軍對俘虜犯下的罪行應由狂熱的下級軍官、尤其是辻負責。

## 結果

### 戰俘的後續
俘虜在身心俱疲的狀態下走入「歐唐納」營，許多人沒有鞋子和毯子、制服早已爛成破布。「歐唐納」營原規劃容納20,000名士兵，而如今接收了至少54,000名俘虜，他們普遍挨餓、營內只有一口自流井能取水、許多俘虜陸續患上瘧疾、痢疾、登革热、白喉、白血病、坏血病、肺炎、弱视和夜盲症等疾病，而營內的醫生與護理人員因缺乏醫療物資和設備，救助病患的能力極為有限。時至5月中旬，每天都有超過30名美軍俘虜死去，5月19日單日還死去43人。六週後，每六名「死亡行軍」的美軍倖存者便有一人死去。菲軍戰俘狀況更為惡劣，每天有100至300人死去，據估計「歐唐納」營運作期間约有1500名美軍和多達26,000名菲軍俘虜死於戰俘營。
1942年5月，運送戰俘的「死亡行軍」尚未全部結束，日軍即開始將數百名戰俘帶離戰俘營，後者被派到呂宋島上各地修建道路、機場和橋樑，大約有3000名美軍俘虜以這種方式短時間內離開了戰俘營。時至6月，「歐唐納」營內已無美軍俘虜，他們大多被轉移到卡巴那圖的戰俘營，半年後約有2,500人死於該地。菲律賓俘虜則一直關押在「歐唐納」營，一直到1942年10月才被釋放。總計在菲律賓被日軍俘虜的22,000名美軍士兵中僅15,000人倖存，死亡率超過30%，而相比之下，被盟軍俘獲的納粹德國和其他軸心國戰俘的死亡率則僅有3%。

### 揭露「死亡行軍」暴行

描繪「巴丹死亡行軍」的美國戰時宣傳海報，標題寫道：「盡好你的職責，直到每個日本畜牲殺人犯都死光為止」

1943年4月，有三名美國軍官從棉兰老岛达沃的一所戰俘營逃脫，其中一人是「死亡行軍」的倖存者空軍上尉威廉·E·戴斯。他們設法逃到澳洲，隨後返回美國。在麥克阿瑟雪梨的司令部和陸軍部的聽政會上就俘虜生活提供大量證詞，揭露日軍的暴行。然而華盛頓方面擔憂若對外公佈「死亡行軍」將使日軍實施更嚴酷的俘虜措施報復，因此隱瞞有關訊息好幾個月。然而戴斯決心向外揭露同僚的遭遇，授權《芝加哥論壇報》在軍方審查機制解除出版禁令後隨即對外公佈其證言。最後，美國政府在報社的壓力下，以及得知紅十字會已向日本戰俘營運送第一批藥物和食品後，決定解除禁令，對外公佈「巴丹死亡行軍」一事，同時還制定了發行戰爭債券的計畫。
1944年1月27日，美國陸軍部根據逃出的俘虜證詞發布了一份長篇新聞稿，三天後《芝加哥論壇報》和近百家新聞媒體刊登了戴斯的遭遇。「巴丹死亡行軍」的消息震驚了美國公眾，並進一步激化自日軍偷襲珍珠港後便已極強的反日情緒。在消息對外公佈不久後，美國國務院透過外交渠道向日本提出正式抗議，指責其違反《日内瓦公约》 。1944年2月1日，羅斯福總統於記者會上宣佈必將找出對戰俘犯下罪行的人，並使其受罰。

### 審判與賠償
1945年9月，日本投降後不久，本間雅晴被指控犯下包括「巴丹死亡行軍」在內的戰爭罪行，美軍將其逮捕送至馬尼拉軍事法庭審判。審判流程頗受非議，麥克阿瑟也從中介入，命令審理流程迅速、取證也被認為不夠嚴謹。1946年2月11日，軍事法庭判處本間死刑，本間妻子請求麥克阿瑟「籲請寬大」，後者拒絕，但同意將具侮辱性質的絞刑改為槍決。1946年3月11日，本間於馬尼拉行刑。辻政信則躲過盟軍的追捕。在盟軍停止搜捕日本戰犯後才公開現身，先是成為一名作家，後於1959年從政，成為自由民主黨的創始人和領導人之一。1961年，辻前往老挝，就此失蹤。1948年，根據本間審理期間提供的證據，橫濱軍事法庭將河根與同為本間前部屬的平野庫太郎逮捕，處以絞刑。
戰後，當年在菲律賓作戰的退伍軍人組成「巴丹與科雷吉多美軍保衛者」（American Defenders of Bataan and Corregidor）組織，要求日本官方賠償，同時也要求美國政府為歷經「巴丹死亡行軍」的退伍老兵提供更多補償，但直到1980年代，美國政府才正式予以承認，授予老兵們銅星勳章以及得以領取100%殘疾人資格養老金。2009年5月30日，日本驻美大使藤崎一郎在圣安东尼奥與「巴丹與科雷吉多美軍保衛者」的美国退伍军人會面时代表日本政府，为盟軍俘虜於菲律賓和其他地方所受到的痛苦和損失致歉。2010年9月，美國六名原戰俘（包括「巴丹死亡行軍」倖存者）應日本政府之邀訪問日本，日本外相冈田克也接見老兵們，為後者受到日軍的非人道對待道歉。

### 紀念
現今美國與菲律賓為「巴丹死亡行軍」受害者設有大量紀念碑與紀念館。
美國新墨西哥州因許多巴丹戰役老兵曾服役於該州的國民兵，尤其重視「死亡行軍」受害者的紀念活動。1970年代，新墨西哥州政府於圣达菲建造「巴丹紀念博物館」（Bataan Memorial Museum，今新墨西哥州军事博物馆），而1989年起每年舉辦一次長跑活動「巴丹紀念死亡行軍」，以紀念受害者當年的苦難，路線將穿過該州的沙漠，最長的一段超過42公里。2002年4月13日，新墨西哥州拉斯克鲁塞斯的退伍軍人紀念公園設立了由凯利·S·赫斯提尔（Kelley S. Hestir）製作的「巴丹英雄」雕像。2012年3月，巴丹纪念馆增添了三面立牌，刻有來自新墨西哥州、之後參加巴丹戰役的第200與第515海岸炮兵團1800名士兵名字。2012年後，新墨西哥州每年都會在4月9日（巴丹守軍向日軍投降的日期）舉行有關紀念活動。
菲律賓方面也將巴丹戰役的守軍和「死亡行軍」的死難者供奉於菲律賓國家聖地「薩馬特山國家聖地」，自1970年後對外開放。1991年，菲律賓政府於原「歐唐納」戰俘營舊址上建立「卡帕斯国家聖地」紀念在被日軍俘虜後受苦和死亡的美菲士兵。4月9日如今也為菲律賓的國定假日，正式名稱為「勇士日」，又稱「巴丹日」。

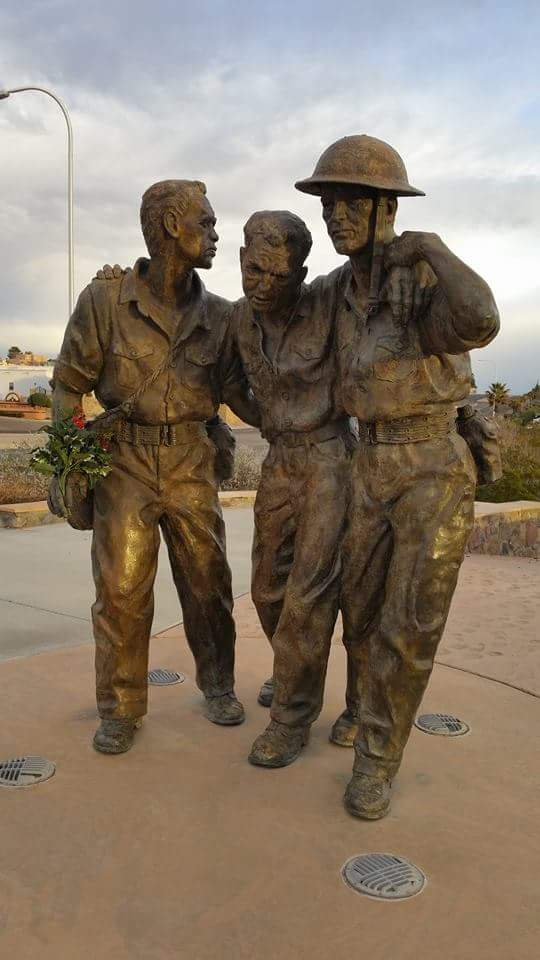
美國新墨西哥州拉斯克鲁塞斯退伍軍人紀念公園（英语：Las Cruces Veterans Memorial Park）的「巴丹英雄」雕像
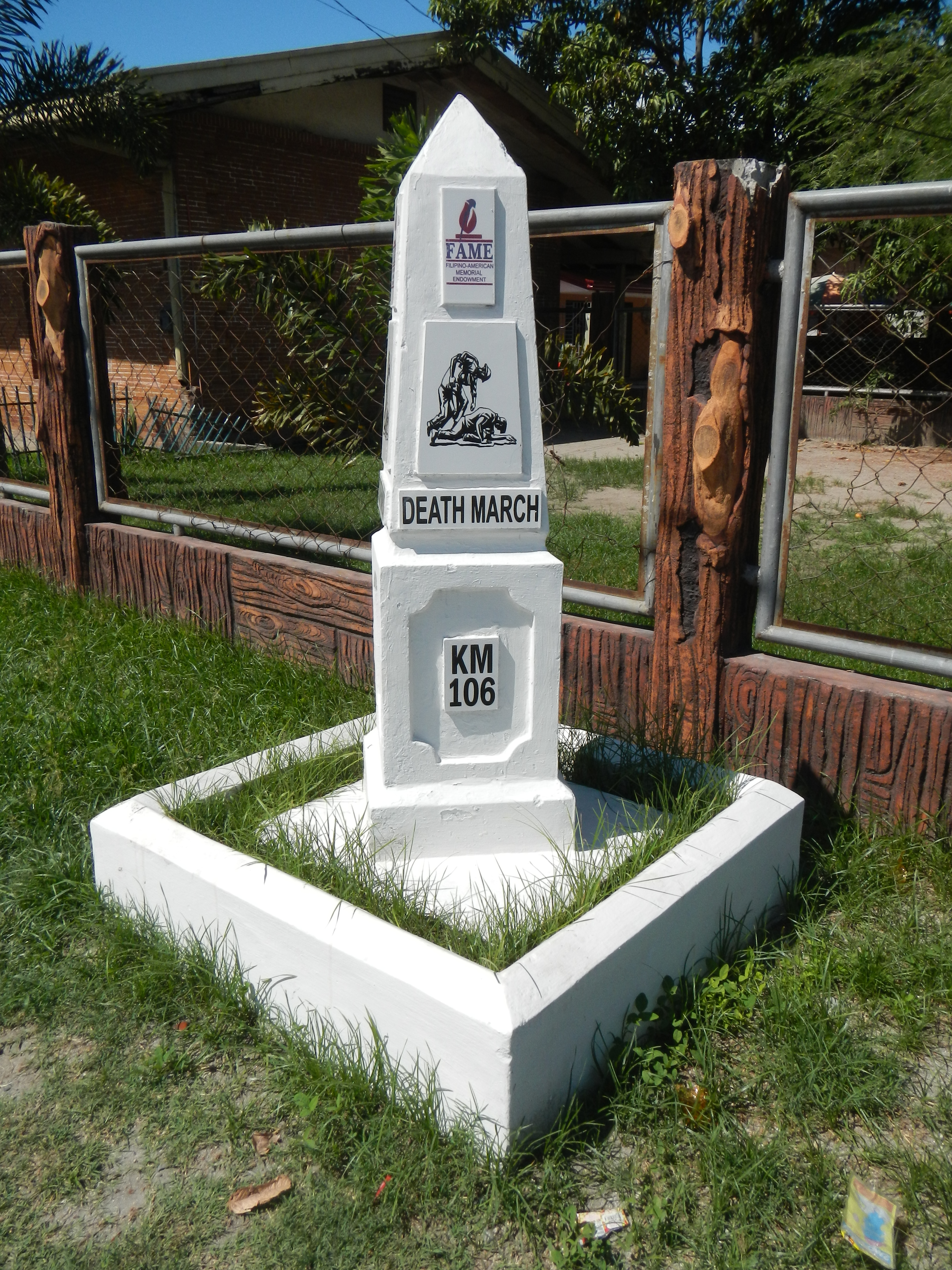
現於菲律賓卡帕斯設置、象徵「死亡行軍」終點的方尖碑
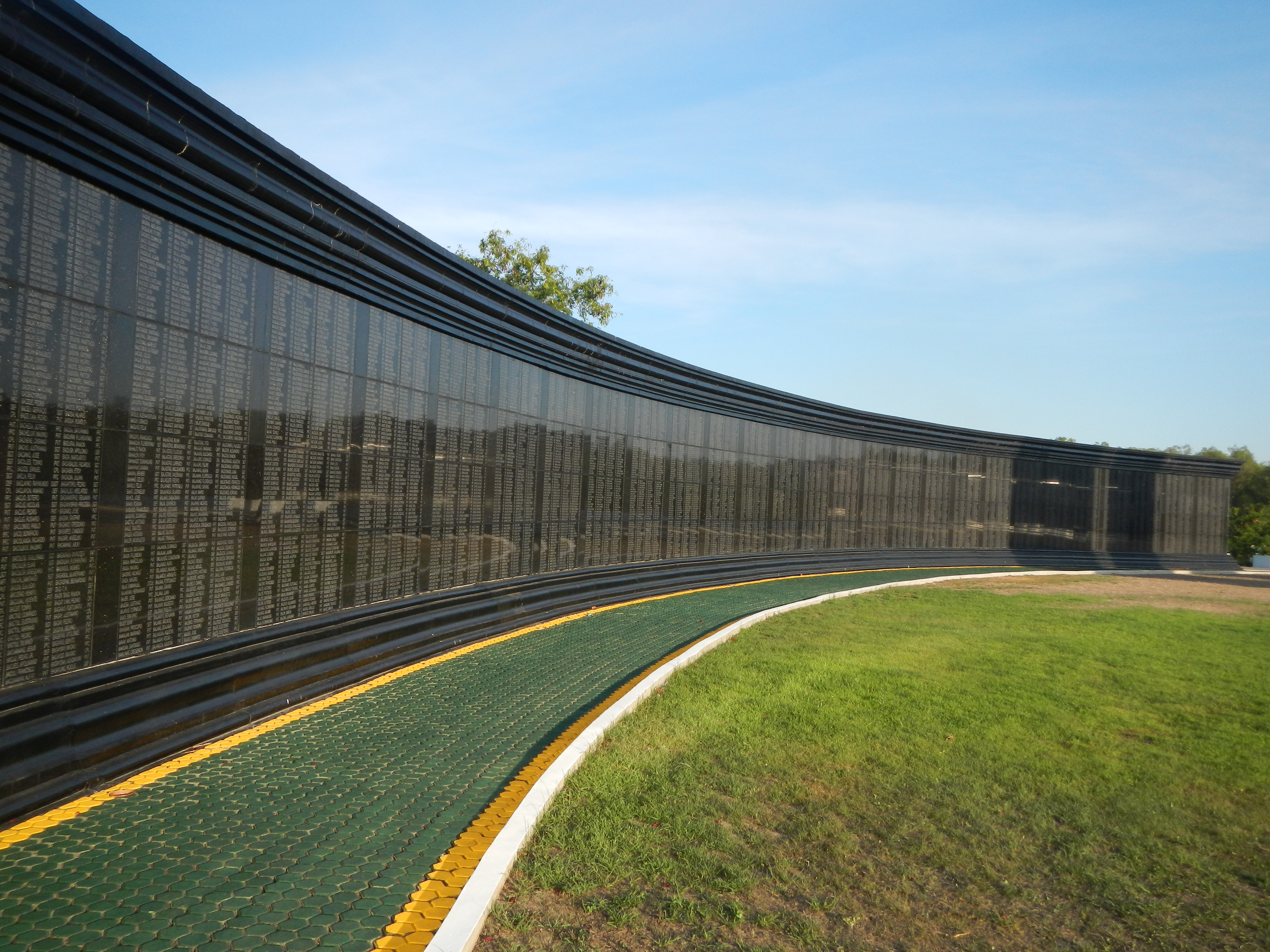
卡帕斯国家聖地（英语：Capas National Shrine）的紀念牆，刻有「死亡行軍」罹難者的姓名

## 註解
1. ↑  金投降的決定未經由上司菲律賓盟軍總司令溫萊特以及已逃至澳洲的麥克阿瑟的同意，主因是金不願讓溫萊特承擔任何責任[23]。
2. ↑  日軍當時最多僅能調配200輛卡車執行戰俘的運送作業，但此數是基於戰俘僅25,000人至50,000人的前提上[40][37]，而實際上戰俘超過75,000人[39]。
3. ↑  戴斯沒能活著親眼看到「死亡行軍」對外公佈，他很快便返回現役，並在1943年12月的一次空難中喪生。死後其遺孀瑪拉珍（Marajen）則繼續致力於揭露關於「死亡行軍」事件的真相[111]。

## 註腳
1. ↑  Norman & Norman（2009年），第25-30页
2. ↑  Norman & Norman（2009年），第40页
3. ↑  Daws（1994年），第61页
4. ↑  Norman & Norman（2009年），第37-39页
5. ↑  Daws（1994年），第60-61、64页
6. ↑  Norman & Norman（2009年），第43页
7. ↑  Norman & Norman（2009年），第103-104页
8. ↑  Norman & Norman（2009年），第56页
9. ↑  Norman & Norman（2009年），第65页
10. 1 2 3 4  Norman & Norman（2009年），第52页
11. 1 2 3  Daws（1994年），第63页
12. ↑  Norman & Norman（2009年），第98页
13. ↑  Daws（1994年），第64页
14. ↑  Daws（1994年），第68-70页
15. ↑  Norman & Norman（2009年），第98-102页
16. ↑  Norman & Norman（2009年），第70-96页
17. ↑  Norman & Norman（2009年），第96-97页
18. ↑  Norman & Norman（2009年），第106页
19. ↑  Norman & Norman（2009年），第119页
20. ↑  Norman & Norman（2009年），第109页
21. ↑  Daws（1994年），第70页
22. ↑  Norman & Norman（2009年），第114-125页
23. ↑  托蘭（2015年），第307-308页
24. ↑  Norman & Norman（2009年），第127页
25. ↑  托蘭（2015年），第308页
26. ↑  Norman & Norman（2009年），第128页
27. 1 2  Norman & Norman（2009年），第130-131页
28. ↑  Norman & Norman（2009年），第130页
29. ↑  Daws（1994年），第73-74页
30. ↑  Norman & Norman（2009年），第131页
31. 1 2  Sandler（2003年），第157、160页
32. ↑  Norman & Norman（2009年），第7、347页
33. 1 2 3 4 5 6 7 8  Nelson（2005年）
34. ↑  Norman & Norman（2009年），第7页
35. ↑  Norman & Norman（2009年），第95页
36. 1 2 3 4 5  Daws（1994年），第73页
37. 1 2 3 4 5  Norman & Norman（2009年），第137页
38. 1 2  Sandler（2003年），第157页
39. 1 2 3 4 5  托蘭（2015年），第311页
40. 1 2 3 4 5 6 7 8 9  Sandler（2003年），第158页
41. ↑  Norman & Norman（2009年），第137、344-345页
42. ↑  Norman & Norman（2009年），第344-345页
43. 1 2 3 4 5 6 7 8  Norman & Norman
44. ↑  Norman & Norman（2009年），第345页
45. 1 2 3 4  Sandler（2003年），第159页
46. ↑  Norman & Norman（2009年），第138页
47. 1 2 3 4  Norman & Norman（2009年），第142页
48. 1 2  Norman & Norman（2009年），第141页
49. ↑  Norman & Norman（2009年），第139-140页
50. 1 2 3 4 5  Daws（1994年），第74页
51. ↑  Norman & Norman（2009年），第140页
52. ↑  Norman & Norman（2009年），第145页
53. 1 2 3 4 5 6  Daws（1994年），第76页
54. ↑  Norman & Norman（2009年），第144页
55. ↑  Norman & Norman（2009年），第158页
56. 1 2 3 4 5  Daws（1994年），第77页
57. 1 2 3  Margolin（2013年），第294页
58. ↑  Norman & Norman（2009年），第146-147页
59. ↑  Norman & Norman（2009年），第149页
60. ↑  Norman & Norman（2009年），第149-151页
61. ↑  Daws（1994年），第76、78页
62. 1 2  Rycerze Bushido（2004年），第134页
63. ↑  Norman & Norman（2009年），第149、151页
64. ↑  Norman & Norman（2009年），第143、146页
65. ↑  Norman & Norman（2009年），第144、156页
66. ↑  Norman & Norman（2009年），第154、156页
67. ↑  Daws（1994年），第82页
68. ↑  Norman & Norman（2009年），第152页
69. ↑  Norman & Norman（2009年），第144、148、152页
70. ↑  Norman & Norman（2009年），第152-153页
71. ↑  Norman & Norman（2009年），第146页
72. ↑  Norman & Norman（2009年），第158-159页
73. ↑  Norman & Norman（2009年），第161页
74. ↑  Norman & Norman（2009年），第167页
75. ↑  Norman & Norman（2009年），第165-166页
76. 1 2 3  Norman & Norman（2009年），第170页
77. 1 2 3  Daws（1994年），第75页
78. ↑  Norman & Norman（2009年），第170-171页
79. ↑  Norman & Norman（2009年），第171-172页
80. ↑  Norman & Norman（2009年），第301页
81. 1 2  托蘭（2015年），第312页
82. 1 2 3  Margolin（2013年），第291页
83. 1 2 3 4  Norman & Norman（2009年），第169页
84. ↑  Sandler（2003年），第159-160页
85. 1 2 3 4 5  Norman & Norman（2009年），第184页
86. ↑  Daws（1994年），第78-79页
87. 1 2 3 4 5 6 7 8  Daws（1994年），第79页
88. ↑  Margolin（2013年），第295页
89. 1 2 3 4  Norman & Norman（2009年），第185页
90. ↑  托蘭（2015年），第317页
91. ↑  Margolin（2013年），第295-296页
92. 1 2  Rycerze Bushido（2004年），第135页
93. 1 2 3  Sandler（2003年），第160页
94. 1 2  Margolin（2013年），第293页
95. 1 2 3 4 5 6  Daws（1994年），第80页
96. 1 2 3 4 5  Norman & Norman（2009年），第347页
97. ↑  Daws（1994年），第79-80页
98. ↑  Norman & Norman（2009年），第188、347页
99. 1 2 3  Daws（1994年），第81页
100. 1 2  Daws（1994年），第82-83页
101. ↑  托蘭（2015年），第318页
102. ↑  Rycerze Bushido（2004年），第136页
103. ↑  Norman & Norman（2009年），第306页
104. ↑  Norman & Norman（2009年），第188-197页
105. ↑  Norman & Norman（2009年），第197页
106. ↑  Daws（1994年），第87页
107. ↑  Norman & Norman（2009年），第200页
108. ↑  Daws（1994年），第89页
109. ↑  Daws（1994年），第158-159页
110. ↑  Daws（1994年），第275页
111. ↑  Norman & Norman（2009年），第285页
112. ↑  Norman & Norman（2009年），第285-286页
113. 1 2  Norman & Norman（2009年），第286页
114. ↑  Jansen（2000年），第655页
115. ↑  Alexander（2004年），第197页
116. 1 2  曼齊斯特（1984年），第619-621页
117. ↑  Sandler（2003年），第420页
118. ↑  Margolin（2013年），第472页
119. ↑  Ginn（1992年），第101-105页
120. ↑  Udenans（2009年）
121. ↑  US-Japan Dialogue on POWs
122. 1 2  Toney（2012年）
123. ↑  Nott（2019年）
124. ↑  D'Ammassa（2019年）
125. 1 2  Dambana ng Kagitingan
126. ↑  Capas National Shrine